# Xiangyan Zhixian

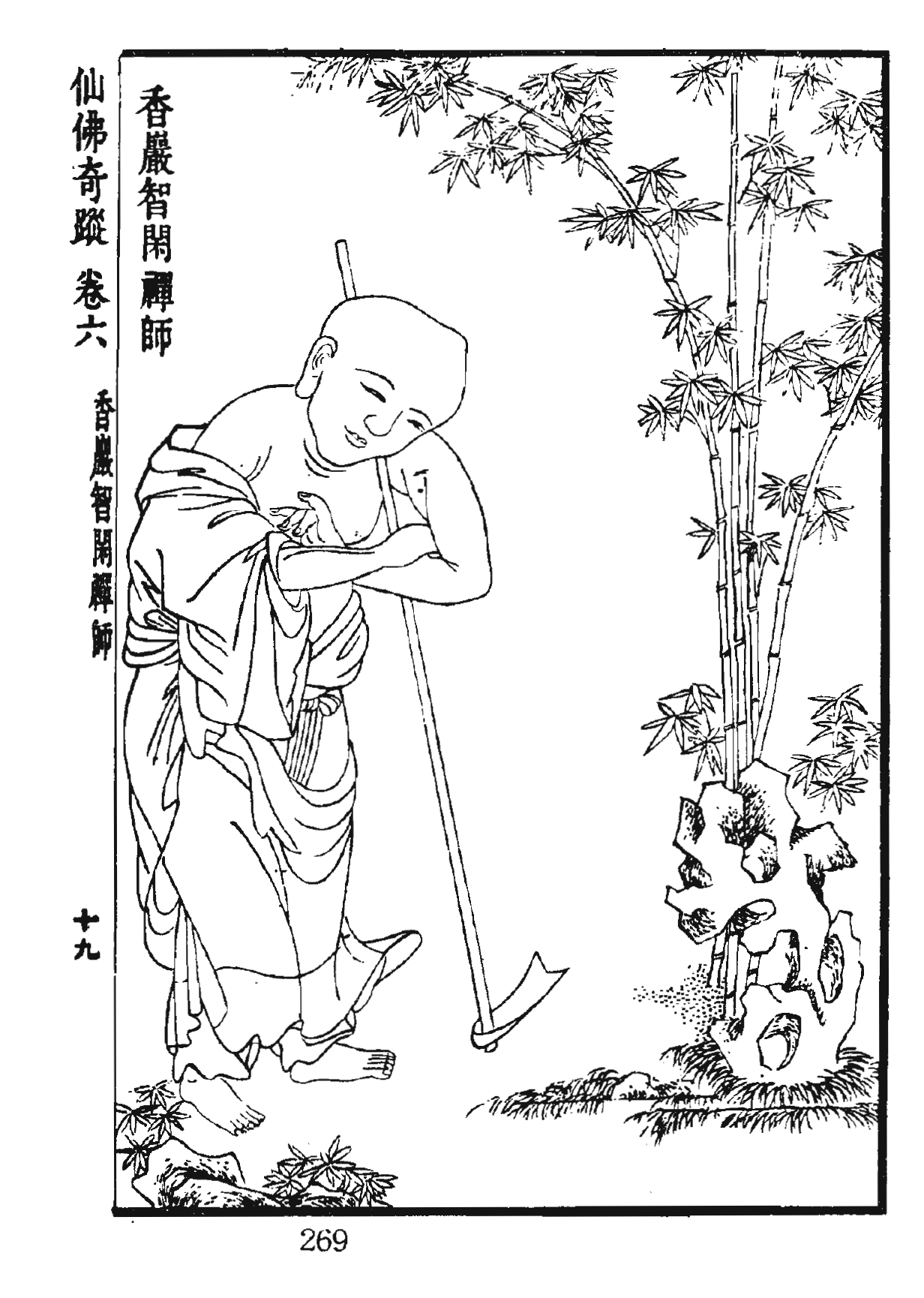
Xiangyan Zhixian

Xiangyan Zhixian (chiń. 香嚴智閑, pinyin Xiāngyán Zhìxián; kor. 향엄지한 Hyangŏm Chihan; jap. Kyōgen Chikan; wiet. Hương Nghiêm Trí Nhàn, zm. 898) – wybitny chiński mistrz chan ze szkoły guiyang. Znany także jako Guanxi Zhixian (灌溪智閑).

## Życiorys
Pochodził z Qingzhou, obecnie miasto Yidu w prowincji Shandong. Po porzuceniu domu rodzinnego odwiedzał buddyjskie klasztory aby studiować chan; oprócz nauczycieli wymienionych poniżej był także uczniem Daweia Dayuana i Linjiego Yixuana. Był niezwykle inteligentny i słynął z erudycji i analitycznego myślenia. Przez długi czas jego przywiązanie do światowej wiedzy stało na przeszkodzie jego oświeceniu.
Jego pierwszym nauczycielem był Baizhang Huaihai, jednak praktyka u tego wybitnego nauczyciela nie spowodowała jego postępu. Po śmierci Baizhanga w 814 roku Xiangyan został uczniem Guishana Lingyou.
Oświecenie osiągnął podczas pracy w ogrodzie, gdy uderzony przez niego kamień uderzył w bambus. Napisał wówczas wiersz oświecenia
Jedno uderzenie i cała wiedza zapomniana.
Nigdy więcej tej zwyczajnie pretensjonalnej praktyki.
Przemieniony, aby podążać tą dawną ścieżką,
Nie ugrzązłem w nic niewartych schematach.
Wzdłuż i wszerz nie pozostał żaden ślad.
Ten wielki cel leży poza dźwiękiem i kształtem.
W każdym kierunku zrealizowana Droga,
Poza wszelkimi słowami, ostateczna zasada.
Guishan zaakceptował wiersz jako wyraz oświecenia, ale Yangshan Huji powiedział, że wiersz ten mógł zostać skomponowany z fragmentów tego, czego się uczył do tej pory. Xiangyan powiedział wtedy następny wiersz
Zeszłoroczna bieda nie była prawdziwą biedą.
Tegoroczna bieda jest w końcu prawdziwą biedą.
W zeszłorocznej biedzie było jeszcze trochę ziemi na kopnięcie jej motyką.
W tegorocznej biedzie nie pozostała nawet motyka.
Yangshan powiedział
Przyznaję, że urzeczywistniłeś chan Tathagatów. Ale jeśli chodzi o chan Patriarchów, nie widzisz go nawet w swoich snach!
Wtedy Xiangyan skomponował następny wiersz
Mam zajęcie.
Może być zobaczone w mrugnięciu oka.
Jeśli inni go nie widzą
Nie mogą wciąż nazywać mnie nowicjuszem.
Yangshan wykrzyknął
To cudowne! Xiangyan urzeczywistnił chan Patriarchów!
Xiangyan za swoich duchowych rodziców uważał mistrza Linjiego i mniszkę-mistrzynię chan Moshan. Mówił
Gdy przebywałem ze współczującym ojcem Linjim, osiągnąłem połowę Wielkiej Niedźwiedzicy; u współczującej matki Moshan otrzymałem drugą połowę. Obie połowy złączyły się w pełną Dharmę Buddy. I jeszcze dzisiaj jestem całkowicie napełniony wodą oświecenia.
Mistrz Xiangyan pozostawił po sobie ponad 200 wierszy (gatha) i hymnów – bardzo spontanicznych i bezpośrednich.
Mistrz pojawia się w Koanie 5 w Wumenguan.

## Linia przekazu Dharmy zen
Pierwsza liczba oznacza liczbę pokoleń mistrzów od 1 Patriarchy indyjskiego Mahakaśjapy.
Druga liczba oznacza liczbę pokoleń od 28/1 Bodhidharmy, 28 Patriarchy Indii i 1 Patriarchy Chin.
- 36/9. Baizhang Huaihai (720–814)
  - 37/10. Guishan Lingyou (771–853) szkoła guiyang
    - 38/11. Xiangyan Zhixian (zm. 898)
      - 39/12. Hudou (bd)
      - 39/12. Guang książę